# La bella mugnaia
La bella mugnaia è un film del 1955 diretto da Mario Camerini, ispirato al romanzo Il cappello a tre punte di Pedro Antonio de Alarcón.

## Trama
Luca e sua moglie Carmela sono mugnai nel feudo governato da Don Teofilo ai tempi della dominazione spagnola nel Meridione d'Italia.

Una scena con Sophia Loren e Vittorio De Sica

Il popolo non se la passa nel migliore dei modi, perché il signorotto tassa tutto, perfino la pioggia.
I due giovani sposi godono tuttavia di un trattamento di riguardo: la bellezza di Carmela suscita fascino su tutte le massime autorità, governatore in testa. La fanciulla, complice il marito, ne approfitta per ottenere favori, seducendo i potenti ma facendo attenzione a restare per loro un desiderio perennemente insoddisfatto.
Un giorno Luca rimane coinvolto in una rivolta popolare e viene incarcerato nel castello. Don Teofilo ricatta Carmela: la liberazione del marito in cambio di veder soddisfatta la propria passione. Luca riesce ad evadere e si precipita verso casa accecato dalla gelosia, nel mentre Carmela riesce a far ubriacare ed addormentare il governatore, e si dirige a sua volta verso la prigione, documento di grazia tra le mani.
Quando Luca scorge Don Teofilo nel proprio letto, pensa che il tradimento si sia consumato e si accinge a compiere l'estrema vendetta. Fortunatamente si ricorda del racconto udito da un menestrello qualche giorno prima alla festa del santo patrono. Si narrava di un marito tradito che decapitava la moglie e finiva al patibolo. Il mugnaio pensa allora alla vendetta occhio per occhio, dente per dente e torna al castello travestito da governatore, con l'intento di sedurne la moglie, la matura Donna Dolores.
Il vero Don Teofilo si sveglia, legge il messaggio nel quale Luca annuncia le sue intenzioni di vendetta, e anch'egli ritorna al castello. Qui troverà ad attenderlo la sua signora che lo richiama ad una condotta più dignitosa, con i due giovanotti, i quali comprendono che tutto ha un costo e che è meglio pagare le tasse piuttosto che cercare favori per poi trovarsi di fronte ad un conto ben più salato.

## Luoghi delle riprese
Il film venne girato tra Castelvenere, Cerreto Sannita, San Lorenzello, Amorosi, Guardia Sanframondi, Rignano sull'Arno e Tivoli, sul fiume Aniene.

## Altre versioni

### Teatro
- Il cappello a tre punte, balletto di Manuel de Falla

### Cinema
- Il cappello a tre punte, regia di Mario Camerini (1934)
- La traviesa molinera, regia di Harry D'Abbadie D'Arrast e Ricardo Soriano (1934)
- La picara molinera, regia di León Klimovsky (1954)